# Inspector Mathias – Mord in Wales
Inspector Mathias – Mord in Wales ist der vom Sender Das Erste verwendete deutschsprachige Titel der walisischen Fernsehserie Y Gwyll, die im internationalen Raum auch unter dem der deutschen Sprache entlehnten Titel Hinterland bekannt ist. Eine deutsche Erstausstrahlung findet seit 12. Juli 2015 statt, wobei die erste Staffel der Serie als Sommerpausen-Überbrückung der Sendung Günther Jauch diente. Staffel 2 wurde im Sommer 2016 ausgestrahlt.
In Wales war Staffel 3 Ende 2016 zu sehen. Die Serie besteht bisher aus drei Staffeln, mit insgesamt – je nach Schnitt – 13 Folgen (zwölf 90-minütige plus eine etwa 45-minütige) oder 25 Folgen zu je 45 Minuten.

## Besetzung
- Richard Harrington – DCI Tom Mathias (DF: Alexander Brem)[3]
- Mali Harries – DI Mared Rhys (DF: Christine Stichler)
- Alex Harries – DC Lloyd Elis (DF: Benedikt Gutjan)
- Hannah Daniel – DS Siân Owens (DF: Stephanie Kellner)
- Aneirin Hughes – CS Brian Prosser (DF: Dieter Memel)

## Staffel 1
| Nr. (ges.) | Nr. (St.) | Deutscher Titel        | Originaltitel         | Erstausstrahlung UK           | Deutschsprachige Erstausstrahlung (ARD) | Regie       | Drehbuch                       |
| ---------- | --------- | ---------------------- | --------------------- | ----------------------------- | --------------------------------------- | ----------- | ------------------------------ |
| 1          | 1         | Die Brücke des Teufels | Devil’s Bridge        | 29. Okt. 2013 / 31. Okt. 2013 | 12. Juli 2015                           | Marc Evans  | David Joss Buckley & Ed Thomas |
| 2          | 2         | Blut und Boden         | Night Music           | 5. Nov. 2013 / 7. Nov. 2013   | 19. Juli 2015                           | Gareth Bryn | Ed Talfan                      |
| 3          | 3         | Stille Wasser          | Penwyllt              | 12. Nov. 2013 / 14. Nov. 2013 | 26. Juli 2015                           | Rhys Powys  | David Joss Buckley & Ed Thomas |
| 4          | 4         | Die Schöne im Moor     | The Girl In The Water | 19. Nov. 2013 / 21. Nov. 2013 | 2. Aug. 2015                            | Ed Thomas   | Jeff Murphy                    |

## Staffel 2
| Nr. (ges.) | Nr. (St.) | Deutscher Titel | Originaltitel              | Erstausstrahlung UK           | Deutschsprachige Erstausstrahlung (ARD) | Regie        | Drehbuch     |
| ---------- | --------- | --------------- | -------------------------- | ----------------------------- | --------------------------------------- | ------------ | ------------ |
| 5          | 1         | Feuernacht      | In The Dead Of Night       | 1. Jan. 2015                  | 31. Juli 2016                           | Ed Thomas    | Jeff Murphy  |
| 6          | 2         | Alte Wunden     | Ceredigion                 | 13. Sep. 2015 / 20. Sep. 2015 | 7. Aug. 2016                            | Gareth Bryn  | Debbie Moon  |
| 7          | 3         | Treibjagd       | The Tale of Nant Gwrtheyrn | 27. Sep. 2015 / 4. Okt. 2015  | 21. Aug. 2016                           | Julian Jones | Eoin McNamee |
| 8          | 4         | Die Tote im See | Dark River                 | 11. Okt. 2015 / 18. Okt. 2015 | 28. Aug. 2016                           | Ed Thomas    | Sue Everett  |
| 9          | 5         | Blutsbande      | The Sound Of Souls         | 25. Okt. 2015 / 1. Nov. 2015  | 4. Sep. 2016                            | Ed Thomas    | Ed Talfan    |

## Staffel 3
| Nr. (ges.) | Nr. (St.) | Deutscher Titel | Originaltitel          | Erstausstrahlung UK           | Deutschsprachige Erstausstrahlung (ARD) | Regie       | Drehbuch    |
| ---------- | --------- | --------------- | ---------------------- | ----------------------------- | --------------------------------------- | ----------- | ----------- |
| 10         | 1         | -               | Aftermath              | 30. Okt. 2016 / 6. Nov. 2016  | -                                       | Gareth Bryn | Debbie Moon |
| 11         | 2         | -               | A Poacher’s Discovery  | 13. Nov. 2016 / 20. Nov. 2016 | -                                       | Ed Thomas   | Cynan Jones |
| 12         | 3         | -               | Both Barrels           | 27. Nov. 2016 / 4. Dez. 2016  | -                                       | Gareth Bryn | Jeff Murphy |
| 13         | 4         | -               | Return to Pontarfynach | 11. Dez. 2016 / 18. Dez. 2016 | -                                       | Ed Thomas   | Mark Andrew |

## Kritiken
Das deutsche Branchenportal Quotenmeter.de steht nicht nur der Serie kritisch gegenüber, sondern vor allem deren deutschem Titel, der durch die öffentlich-Rechtliche ARD zu stark abgeändert worden sei. Anstatt den griffigen, ohnehin der deutschen Sprache entlehnten englischen Titel Hinterland zu verwenden, greife man, wie fast üblich, zu umständlich langen Titeln.
So schrieb der Autor: „«Hinterland» heißt die BBC-Produktion im Original. Dass dieser durchaus griffige und aussagekräftige Titel für den deutschsprachigen Markt abgeändert wurde, erscheint eher als eine Verzweiflungstat für das reifere öffentlich-rechtliche Kernpublikum. Offensichtlich soll sofort erkennbar sein, dass es sich um einen Krimi handelt. Dass in Kombination mit Untertitel und Episodennamen schließlich etwas absolut umständlich verschwurbeltes wie «Inspector Mathias – Mord in Wales: Die Brücke des Teufels» herauskommt, scheint den Programmplanern recht egal gewesen zu sein, den Zuschauer dürfte es eher abschrecken.“
Dennoch sei dies nicht so „schlimm wie das alles nun zunächst klingen mag […]. Neben den tollen Bildern funktioniert vor allem auch die hervorragend eingesetzte Symbolik äußerst gut. Erzählt wird im ersten Krimi von der Brücke des Teufels, wie es der Episodentitel schon verrät. Eine mythologische Sage spinnt sich um diese Brücke, die mit Aberglauben behaftet und vom Teufel besetzt ist. Das mag zwar auf den ersten Blick eher mau klingen, allerdings entwickelt sich ein ganzes Gerüst von Handlungsaspekten rund um diese Sage, so dass im Extremfall mancher Zuschauer eventuell doch an Wahrheit zu glauben gedenkt.“
Sylvia Staude von der Frankfurter Rundschau bemängelte vor allem die schlechte Qualität der deutschsprachigen Synchronisation der ersten Staffel. Diese „würde besser gefallen, wären die Dialoge (jedenfalls in ihrer synchronisierten Form) nicht aus der 08/15-Krimi-Kiste: „Sie wissen etwas und Sie werden es mir sagen“, „Wir alle haben eine Wahl“, „Niemand hier im Dorf würde so etwas tun.“ So weit kann dieses Hinterland gar nicht von der Zivilisation entfernt sein, als dass seine Bewohner nicht schamesrot werden müssten angesichts eines so abgedroschenen Satzes.“

## Veröffentlichung in Deutschland
Die erste Staffel der Serie ist am 9. August 2015 auf DVD und BluRay bei Polyband Medien erschienen.